# بطاقة ناخب

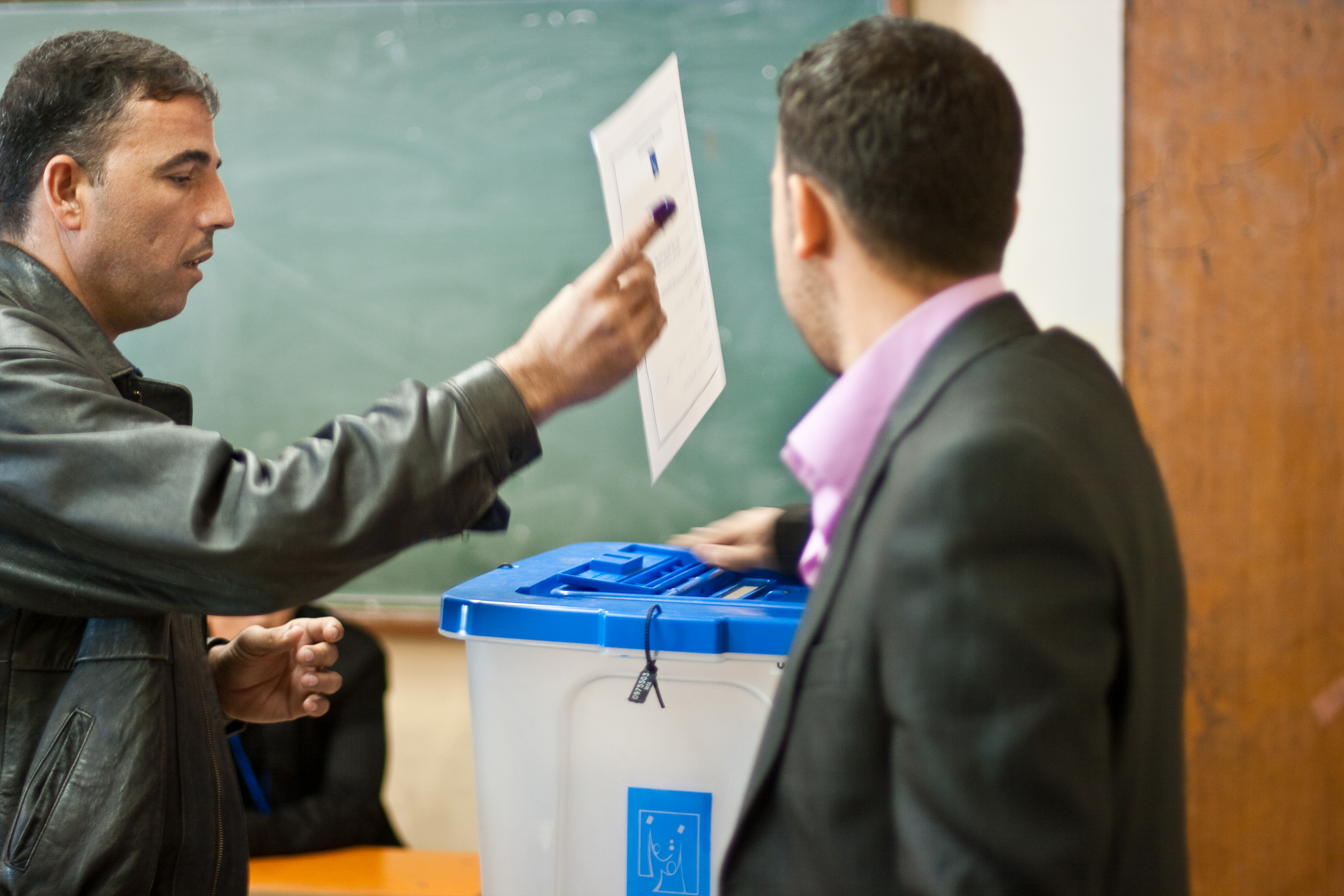
ناخب يدلي بصوته في صندوق الاقتراع

بطاقة الناخب عبارة عن بطاقة يدون عليها بعض المعلومات عن حامل البطاقة مثل الاسم الثلاثي، وتاريخ الميلاد، وصورة ملونة، وتوقيع أو بصمة الإبهام، وتحتوي أيضا على رقم وتاريخ صدورها ونفاذها، أي يمكن استخدامها لعدة سنوات بالإضافة إلى رقم مركز التسجيل أو رقم وأسم المركز الانتخابي خلال عملية التصويت، ويستعملها الناخب أثناء التصويت في يوم الانتخابات أو الاستفتاءات، أي تحل محل الإثباتات الشخصية الأخرى في حال إجراء الانتخابات مثل هوية الأحوال المدنية أو الجنسية أو جواز السفر.